# Zahodno krščanstvo
Zahodno krščanstvo je izraz ki vključuje latinsko obrede katoliške cerkve in skupine ki so se tekom zgodovine od nje oddvojile vključno z anglikanskimi in protestantskimi skupnostmi ki si delijo skupne lastnosti katere lahko sledimo nazaj vse do njihovega zgodnjega srednjeveškega krščanstva. Izraz je nasproten izrazu Vzhodno krščanstvo. Zahodno krščanstvo se je razvilo in postalo prevladujoče v Zahodni, Severni, Srednji in Južni Evropi ter deloma v Vzhodni Evropi, Severni Afriki (prvotno), Južni Afriki in po Avstraliji in zahodni polobli. Pri uporabi zgodovinskih obdobjih po 16. stoletju se izraz nanaša na protestantizem in rimokatolištvo v njunih skupnih pogledih (npr. obredi, doktrine, zgodovina in politika) in manj v pogledih glede katerih se razlikujeta (denominacije).
Dandanes geografska razdelitev med zahodnim in vzhodnim krščanstvom še zdaleč ni tako ostra, še posebej po razpršitvi misijonarjev.

## Zgodovina
Večino njene zgodovine je biel evropska cerkev razdeljena med latinsko govoreč zahod katerega center je bil v Rimu in grško govoreči vzhod katerega center je bil v Konstantinopolu. Kulturne razlike in politična rivalstva so med obema cerkvama ustvarile trenja ki so vodila v nestrinjanje med doktrino in duhovniki kar je na koncu pripeljalo do razkola. 

## Značilnosti zahodnega krščanstva

### Izvirni greh
Izvirni greh lahko pomeni:
1. posledico prvega greha, dednega madeža s katerim smo rojeni na račun našega izvora ali potomca Adama, ali
2. greh, ki ga je Adam storil. Bolj skupno je razumevanje pomena dedovanja greha.

### In iz Sina
Večina zahodnih kristjanov uporablja spremenjeno različico Nicejske veroizpoved, ki določa, da Sveti Duh »izhaja iz Očeta in Sina«. To se zdi večini kristjanov Vzhodne Evrope heretično, ker imajo vero katero je prvotno objavil ekumenski koncil v Niceji in Konstantinoplu, ki pravita da Sveti Duh »izhaja iz Očeta«.

### Datum Velike noči
Datum Velike noči se običajno razlikuje med zahodnim in vzhodnim krščanstvom zaradi različnih datumov začetka Postnega časa.

## Zahodne denominacije
Zahodno krščanstvo predstavlja približno 90% kristjanov po vsem svetu. Sama Rimskokatoliška cerkev šteje več kot polovico vseh kristjanov. Različne protestantske in z njimi povezane denominacije predstavljajo dodatnih 40 %. Baptisti, luterani in anglikani so nekateri od večjih in starejših zahodnih denominacij zunaj Rimskokatoliške cerkve.